# Sideroxylon retinerve
Sideroxylon retinerve là một loài thực vật thuộc họ Sapotaceae. Đây là loài đặc hữu của Honduras.